# نيكولاس سابوترا
نيكولاس سابوترا (بالإندونيسية: Nicholas Saputra)‏ هو ممثل إندونيسي، ولد في 24 فبراير 1984 بجاكرتا في إندونيسيا.

## وصلات خارجية
- نيكولاس سابوترا على موقع IMDb (الإنجليزية)
- نيكولاس سابوترا على موقع روتن توميتوز (الإنجليزية)
- نيكولاس سابوترا على موقع أول موفي (الإنجليزية)
- نيكولاس سابوترا على موقع قاعدة بيانات الفيلم (الإنجليزية)